# Іттатсу 1
Іттатсу 1 (англ. Ittatsoo 1) — індіанська резервація в Канаді, у провінції Британська Колумбія, у межах регіонального округу Елберні-Клекват.

## Населення
За даними перепису 2016 року, індіанська резервація нараховувала 274 особи, показавши зростання на 14,2%, порівняно з 2011-м роком. Середня густина населення становила 405,2 осіб/км².
З офіційних мов обидвома одночасно не володів жоден з жителів, тільки англійською — 270. Усього 5 осіб вважали рідною мовою не одну з офіційних, з них усі — одну з корінних мов.
Працездатне населення становило 68,2% усього населення, рівень безробіття — 13,3%.

## Клімат
Середня річна температура становить 9,5°C, середня максимальна – 18,4°C, а середня мінімальна – 0,8°C. Середня річна кількість опадів – 3 195 мм.
| Клімат поселення                              | Клімат поселення | Клімат поселення | Клімат поселення | Клімат поселення | Клімат поселення | Клімат поселення | Клімат поселення | Клімат поселення | Клімат поселення | Клімат поселення | Клімат поселення | Клімат поселення | Клімат поселення |
| Показник                                      | Січ.             | Лют.             | Бер.             | Квіт.            | Трав.            | Черв.            | Лип.             | Серп.            | Вер.             | Жовт.            | Лист.            | Груд.            |                  |
| Середній максимум, °C                         | 8,39             | 9,25             | 9,89             | 11,83            | 14,57            | 16,90            | 17,67            | 18,38            | 16,84            | 13,01            | 9,58             | 7,66             |                  |
| Середня температура, °C                       | 4,59             | 5,45             | 6,08             | 8,03             | 10,76            | 13,11            | 14,73            | 15,44            | 13,90            | 10,08            | 6,63             | 4,72             |                  |
| Середній мінімум, °C                          | 0,78             | 1,65             | 2,27             | 4,23             | 6,96             | 9,30             | 11,79            | 12,50            | 10,96            | 7,14             | 3,70             | 1,78             |                  |
| Норма опадів, мм                              | 459              | 345              | 322              | 252              | 155              | 128              | 71               | 85               | 129              | 346              | 466              | 437              |                  |
| Середньомісячна швидкість вітру, м/с          | 4.65             | 4.25             | 4.42             | 4.29             | 4.08             | 3.98             | 3.76             | 3.41             | 3.29             | 3.86             | 4.62             | 4.65             |                  |
| Середньомісячна сонячна радіація, кДж/м²·день | 3117             | 5870             | 9658             | 14375            | 18196            | 19238            | 19766            | 16860            | 12706            | 7004             | 3586             | 2450             |                  |
| --------------------------------------------- | ---------------- | ---------------- | ---------------- | ---------------- | ---------------- | ---------------- | ---------------- | ---------------- | ---------------- | ---------------- | ---------------- | ---------------- | ---------------- |
| Джерело:                                      |                  |                  |                  |                  |                  |                  |                  |                  |                  |                  |                  |                  |                  |